# Revolución de Cochabamba (1811)
La Segunda Revolución de Cochabamba ocurrió el 29 de octubre de 1811 luego de que las tropas indígenas realistas de los caciques Mateo Pumacahua y Manuel Choquehuanca ahogaran la insurrección de los partidos de Omasuyos, Pacajes y Larecaja y recuperaran para los españoles la ciudad de La Paz. 

## Antecedentes inmediatos
El coronel realista Mariano Campero ocupó la ciudad de Chuquisaca, por lo que el Ejército del Norte al mando del general Eustoquio Díaz Vélez, se replegó desde Potosí hacia el sur del Alto Perú, concentrando sus menguadas fuerzas de unos 500 hombres en la posta del Cangrejo. Mientras que Juan Martín de Pueyrredón había logrado llevar al norte argentino los caudales de Potosí, casi al mismo tiempo de que llegaran a esa ciudad las fuerzas de José Manuel de Goyeneche. El avance realista continuó hasta situarse en Tupiza.

## La rebelión
Las tropas de Pumacahua y Choquehuanca que había llegado al Alto Perú provenientes del Cusco, se dedicaron a todo tipo de excesos contra la población, lo que desató la indignación de los cochabambinos. Esteban Arze regresó al valle de Cochabamba, liderando una rebelión desde su hacienda en Paredón (hoy Ansaldo). El gobernador intendente Antonio Allende fue depuesto sin ofrecer resistencia dos meses después de su instalación por Goyeneche y reemplazado por Mariano Antezana. Arze quedó como comandante general y Cochabamba volvió a ponerse bajo las órdenes de Buenos Aires.
El 14 de noviembre de 1811 Antezana fue nombrado presidente de la Junta Provincial Gubernativa de Cochabamba, secundado por Casimiro Escudero, Pedro Miguel Quiroga, Juan Antonio de Arriaga y Toribio Cano. 
Luego Arze recibió el grado de coronel y fue nombrado presidente de la Junta Provincial.

## Expansión de la insurrección
Los diversos jefes surgidos en Cochabamba se comportaron anárquicamente haciendo la guerra por sí solos, hostilizando también a las haciendas no realistas y ostaculizando el comercio.
El 16 de noviembre, el coronel Arze atacó las posiciones realistas en Oruro con una fuerza de 3000 hombres a caballo y 300 infantes. El coronel Indalecio González de Socasa logró con solo 400 soldados de línea, rechazar el ataque de Arze, por lo que este se dirigió a Chayanta, encontrándose el 16 de enero de 1812 en Guanuní con la segunda compañía de Granaderos del Cuzco (70-80 hombres), que al mando del capitán José Vinero había sido enviada en ayuda de Oruro por Pablo Astete. Este antes había partido de Oruro con 700 hombres a ocupar la insurreccionada villa de Chayanta. Esta compañía fue aniquilada completamente por Arze y el subdelegado de Chayanta Gabino Terán, salvando la vida solo los tamborilleros. Astete abandonó Chayanta el 18 de enero, villa que ocupó Arze, quedando Zenteno como subdelegado de los cochabambinos.
Desde Mizque, al mando de su subdelegado Carlos Taboada, se dirigió a Chuquisaca una división revolucionaria de 2000 hombres, ciudad en donde se hallaba un batallón del Regimiento Real de Lima. Este batallón salió al encuentro de los revolucionarios cochabambinos, derrotándolos completamente en la Batalla de Huanipaya el 4 de abril, siendo todos los prisioneros ejecutados.
Pocos días después, el 12 de abril, los indígenas del Partido de Ayopaya al mando de Inojosa, fueron derrotados completamente por el capitán realista Esteban Cárdenas en la Batalla de Coripata en el Partido de Yungas (Intendencia de La Paz). Los prisioneros fueron ejecutados.

## Reacción del Ejército del Norte
Tras rechazar negociaciones efectuadas mediante el marqués de Yavi y cuya intención era ganar tiempo para que llegaran los refuerzos de 500 hombres que el día 18 de diciembre habían partido desde Potosí, el día 28 el general Díaz Vélez con 800 soldados avanzó desde el campamento de Barrios sobre la hacienda del marqués de Yavi en donde se hallaba acampada la vanguardia realista de Picoaga. Pero este se retiró precipitadamente hacia el río Suipacha perseguido por el capitán Feliciano Hernández y el ayudante Manuel Dorrego con 100 soldados. Ambos ejércitos permanecieron en las márgenes del río efectuado guerrillas hasta que el 12 de enero de 1812 Díaz Vélez intentó el cruce sufriendo sus tropas un repentino aluvión del río que hizo que sus fuerzas quedaran cortadas y fueran derrotadas en el Combate de Nazareno. 
En la noche del 20 de enero Díaz Vélez retiró sus agotadas tropas hacia la Quebrada de Humahuaca. El general Pío Tristán llegó con una división de refuerzo y asumió el mando de la vanguardia realista, pasando a la ofensiva.
En marzo de 1812 terminó oficialmente la primera campaña de la expedición, siendo reemplazado Pueyrredón por el brigadier general Manuel Belgrano el día 26. El nuevo jefe del Ejército del Norte ordenó el 19 de abril de 1812 que Francisco del Rivero fuera arrestado por pasarse al bando de Goyeneche, pero la orden no fue cumplida y Rivero murió poco después.

## Otros desarrollos
Goyeneche hizo realizar procesos criminales contra muchos revolucionarios en Potosí, hizo múltiples requizas y se decretó la pena de muerte para quien hablase a favor de los porteños o dijese que entre ellos había algún hombre de bien.
Desde Santa Cruz de la Sierra avanzó una división realista en auxilio de Goyeneche, contando 1200 hombres con 300 fusiles y dos cañones. Las fuerzas de Cochabamba les salieron a su encuentro logrando derrotarlos en la batalla de Samaipata (departamento de Santa Cruz) en donde quedaron 300 realistas muertos y el resto prisioneros, los que se remitieron a Cochabamba. En Potosí Goyeneche logró abortar una rebelión que encabezaba el cochabambino Pedro Pardo con 2000 cholos y el 5 de mayo partió para Chuquisaca.
En los alrededores de Chuquisaca se concentraron fuerzas revolucionarias: en Punilla estaba el vocal Guzmán con 5000 indígenas y otro grupo se hallaba en Yamparáez.

## Fin de la rebelión
Goyeneche decidió aplastar la revolución cochabambina enviando 4000 soldados para ello. Dispuso que una columna avanzara sobre Chayanta para unirse a otra procedente de La Paz. Simultáneamente el coronel Jerónimo Marrón de Lombera avanzó el 18 de mayo desde Oruro sobre Tapacarí con 2000 hombres (entre ellos 850 indígenas llevados desde el Cusco por Pumacahua). El coronel Huici avanzó el 13 de mayo desde La Laguna hacia Vallegrande, destruyendo el pueblo de Pocará. El coronel Álvarez Sotomayor avanzó desde Santa Cruz de la Sierra y el propio Goyeneche lo hizo con 2500 hombres desde Chuquisaca por los valles de Mizque y Clisa desde el 13 de mayo, arengando a su partida:

¡Soldados: sois dueños de las vidas y haciendas de los insurgentes: marchemos a esterminarlos!.

Las diferencias entre Arze y Antezana hicieron que ambos decidieran divirse por mitades el ejército cochabambino, el cual contaba con 40 cañones y 400 arcabuces, todos de estaño fundidos en Cochabamba. Los cerca de 6000 hombres a pie y a caballo estaban armados casi todos con garrotes y macanas. Arze se dirigió con su división al encuentro de las tropas de Goyeneche situándose en los alto de Pocona, mientras Antezana esperó el avance de las fuerzas de Lombera. Este, a su paso redujo a cenizas a los pueblos de Querquiabi y Sacaca, derrotando el 23 de mayo a Mateo Zenteno en un cerro entre ambos pueblos. 
El 24 de mayo Esteban Arze fue derrotado por el coronel Imaz en la combate de Pocona o Quehuiñal. Instados por las mujeres, los hombres de la ciudad juraron morir en su defensa y tomaron posesión del vecino Cerro de San Sebastián, llevando allí los cañones que les quedaban. Goyeneche entró en Cochabamba el 27 de mayo, siendo saqueada e incendiada hasta el día 31. Fueron ejecutados multitud de revolucionarios juzgados por una junta militar, entre ellos Antezana, quien murió decapitado, muchos otros se refugiaron en los campos. Lombera quedó a cargo de la ciudad como gobernador intendente al frente de 2000 hombres, mientras Goyeneche regresó a Potosí, vía Chuquisaca y luego llevó su ejército a Chichas. Imaz permaneció en Chayanta con 500 hombres y Pumacahua regresó al Cusco arreando el ganado y llevando todo lo que pudo.
El 2 de junio los revolucionarios del Partido de Ayopaya al mando de Baltazar Cárdenas atacaron Sicasica, pero fueron derrotados por el coronel Joaquín Revuelta, quien les quitó 150 caballos que envió al Perú.
Arze, Carlos Taboada y otros 300 revolucionarios escapados de Pocona intentaron retirarse hacia el sur, pero al acercarse a Chuquisaca el 7 de junio les salieron al encuentro los cívicos y una compañía de Migueletes y los derrotaron en Mollemolle (o Molles). Los 18 prisioneros fueron ejecutados por el comandante de la ciudad, Antonio Landívar. De los que lograron huir, en Tinguipaya fueron capturados Taboada, Alejo y Mariano Nogales y Melchor Silva, los que fueron ahorcados en Potosí el 20 de junio. En Suipacha cayeron Salvador Matos y Manuel Millares, ahorcados en Potosí el 17 de julio. Otros fueron enviados a las casamatas del Callao.
Arze se sumó a las guerrillas de Juan Antonio Álvarez de Arenales.
La ciudad de Cochabamba volvió a insurreccionarse en dos oportunidades más en 1813, el 11 de marzo y el 18 de junio.